# Weinausschank Schildenstraße 13 (Radebeul)

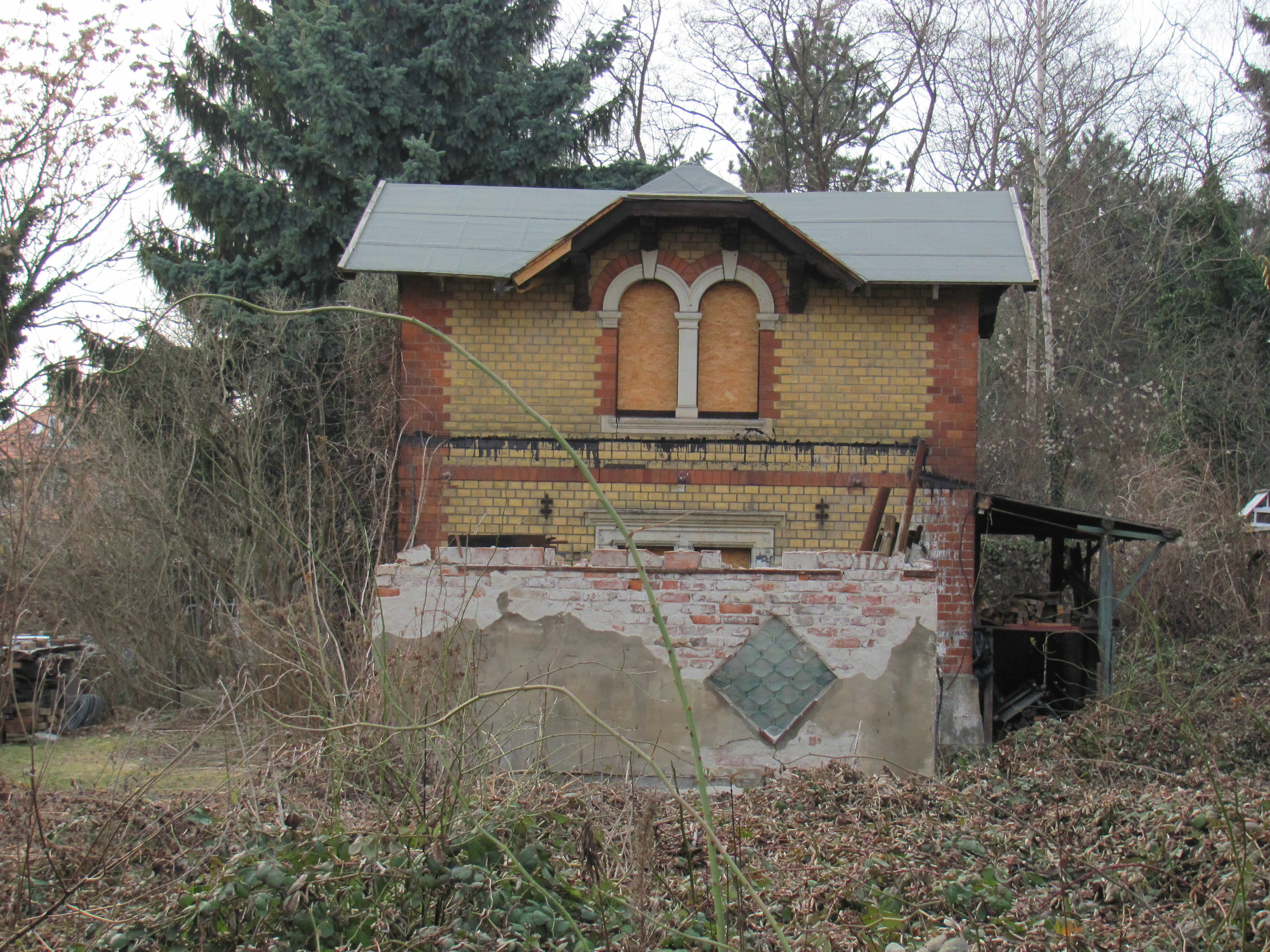
Historischer Weinausschank (2011)

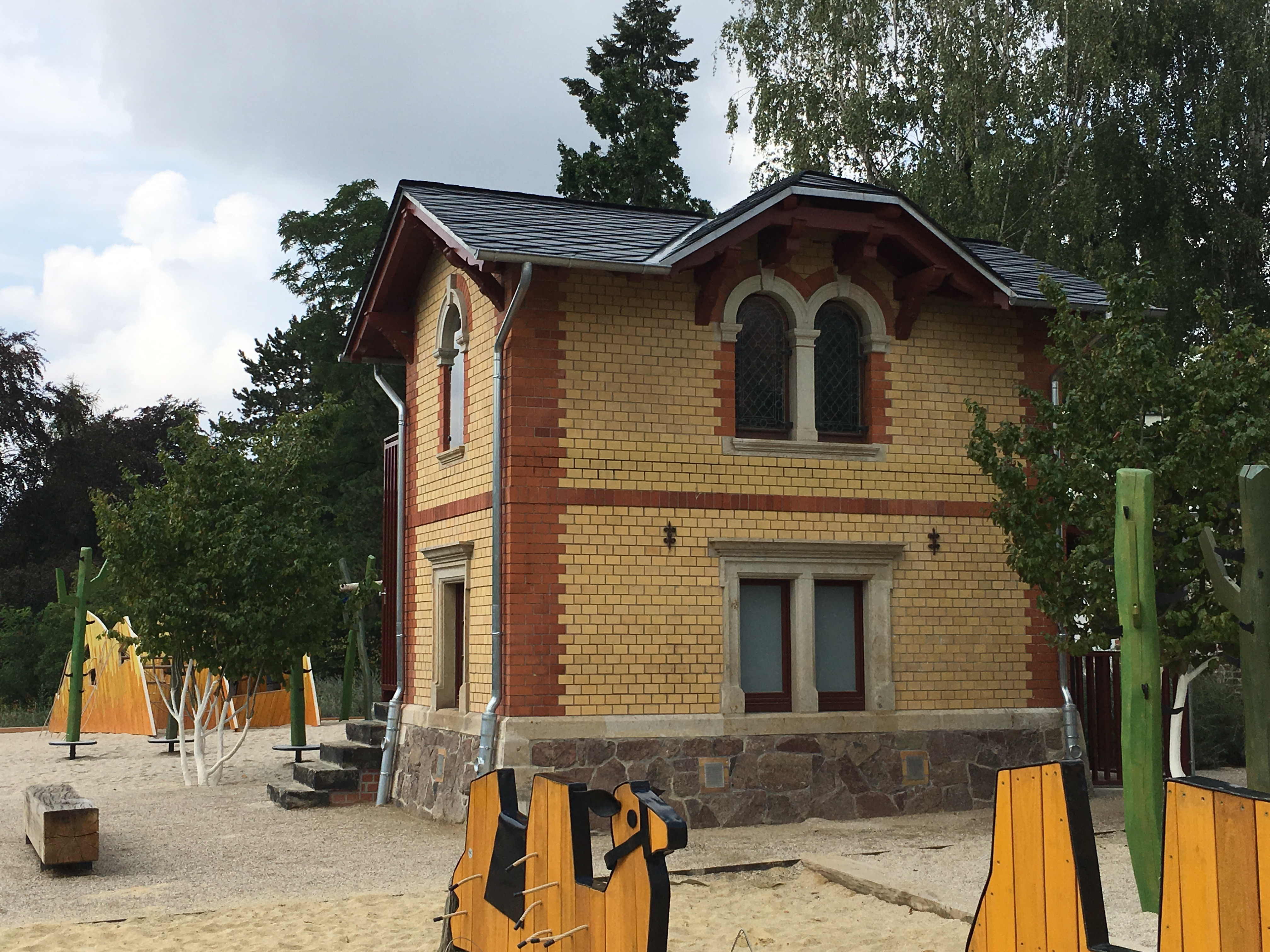
Historischer Weinausschank (2018)

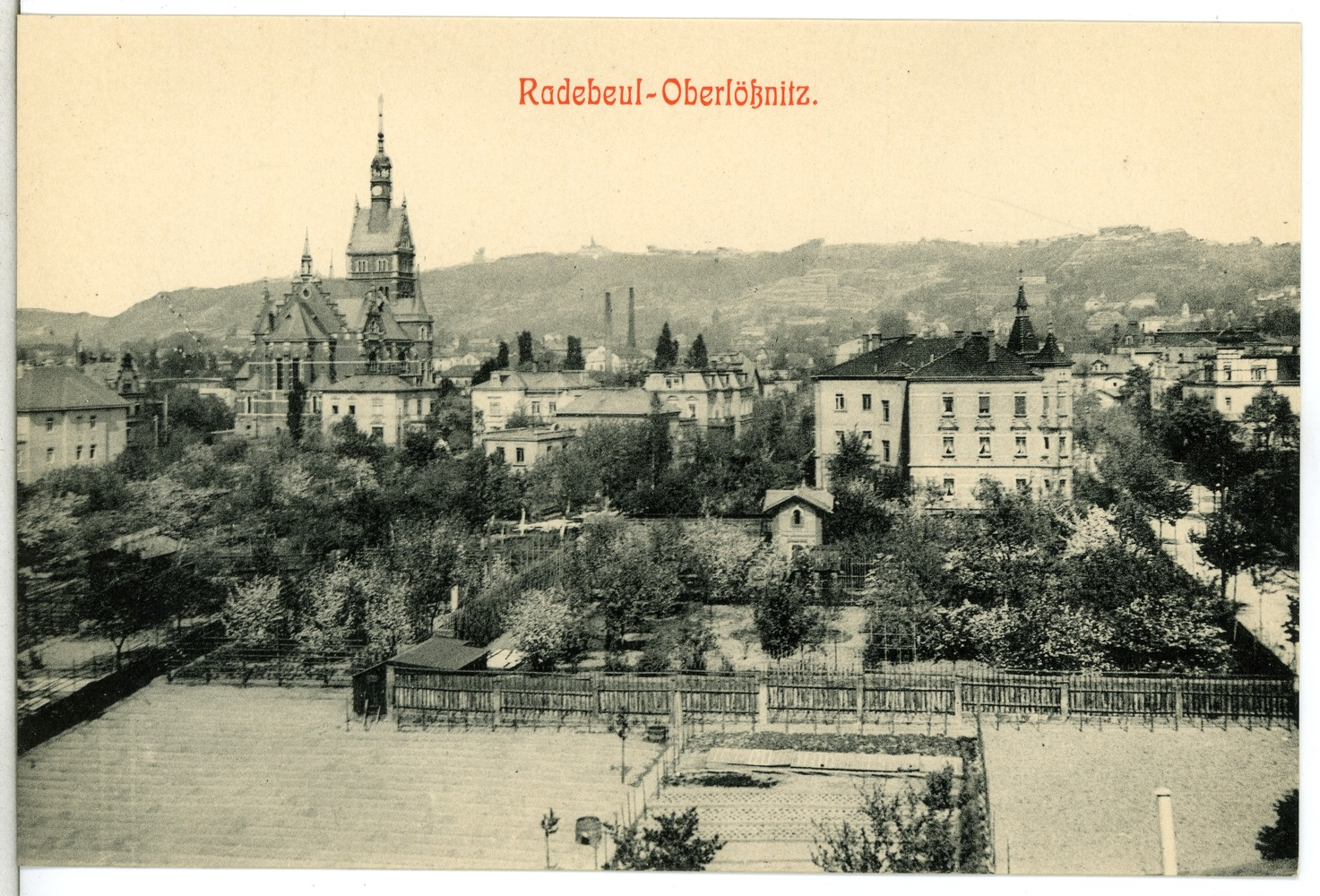
Weinausschank 1911. Rechts der Lutherkirche steht die Villa Shatterhand, davor der Garten Karl Mays (heute Karl-May-Hain). Rechts hinter dem Weinausschank die Villa Lindeberg

Der historische Weinausschank steht im Stadtteil Alt-Radebeul der sächsischen Stadt Radebeul, in der Schildenstraße 13.
Der denkmalgeschützte Bau wurde in der Radebeuler Denkmalliste als Weinberghaus datiert auf um 1830. Der heutige zweigeschossige, unterkellerte „Pavillon mit Weinkeller“ entstand Ende des 19. Jahrhunderts als Eiskeller und Pavillon „vielleicht im Zusammenhang“ mit dem nahegelegenen Knötzsch's Weinrestaurant, das 1898/99 von dem Architekten Carl Käfer in der Schildenstraße 17 errichtet wurde.
Der gelbe Sichtziegelbau mit roter Backsteingliederung hat ein flaches Satteldach mit Krüppelwalm-Sparrengiebel zur Straßenfront. Die Rechteckfenster im Erdgeschoss und die Rundbogenfenster im Obergeschoss werden großenteils durch Sandsteingewände eingefasst.
Mit der Erweiterung des Sanierungsgebiets Radebeul-Ost kaufte die Stadt Radebeul das der Gesellschaft zur Förderung der Frauenkirche gehörende Grundstück. 2015 wurde die Planung veröffentlicht, die Fläche um den historischen Weinausschank zum Kinderspielplatz umzugestalten und auf der Rückseite die Verbindung zum Karl-May-Hain herzustellen. Dieser hat mit der sogenannten Parkanlage Karl-May-Hain seit 2018 neben dem nördlichen Ausgang zum Karl-May-Museum hin auch nach Osten einen zweiten Ausgang zur Schildenstraße.